# 山下末人
山下 末人（やました すえと、1930年9月25日 - ）は、日本の法学者（民法）。関西学院大学名誉教授。法学博士（1987年、関西学院大学、学位論文「法律行為論の現代的展開」）。

## 略歴
- 1953年
  - 京都大学法学部卒業
  - 京都大学大学院特別研究生
- 神戸商科大学講師
- 神戸商科大学助教授
- 1965年　関西学院大学法学部助教授
- 1968年　関西学院大学大学法学部教授
- 1978年　関西学院大学法学部長(1980年まで)
- 関西学院大学名誉教授
- 2009年4月 瑞宝中綬章受章[1]

## 著書
- 『法律行為論の現代的展開』（法律文化社、1987年）
- 『民法の基礎第3版』（晃洋書房、2000年）
- 『民法総則改訂版』（晃洋書房、2000年）
- 『民法を学ぶ　総論・総則』（晃洋書房、2003年）
- 『法学・実例による法学入門』（編著、法律文化社、1981年）
- 『債権法概説』（共著、有信堂、1958年）